# Svetovni pokal v smučarskih skokih 2018
Svetovni pokal v smučarskih skokih 2017/18 je bila devetintrideseta sezona svetovnega pokala v smučarskih skokih za moške, uradno enaindvajseta sezona svetovnega pokala v smučarskih poletih in sedma sezona za ženske. Sezona se je začela 25. novembra 2017 v Kuusamu/Ruki in se je 25. marca 2018 z moškimi zaključila v Planici.
Med 1.-3. decembrom 2017 je prvič potekal "Lillehammerski trojček" (The Lillehammer Triple), tekmovanje za ženske. Prvi dve tekmi sta bili na srednji, tretja pa na veliki skakalnici. Med prve tri v končni razvrstitvi je bilo razdeljenih skupno €10,000.
V tej sezoni so premierno izvedli turnejo "Willingen Five", ki je potekala od 2.-4. februarja 2018 v Willingenu. V skupni seštevek se je štelo pet serij: petkova kvalifikacijska serija, sobotni dve seriji v posamični konkurenci in še dve posamični seriji v nedeljo.
V tej sezoni bodo premierno izvedli turnejo "Planica7", ki bo potekala od 22.-25. marca 2018 v Planici. V skupni seštevek se bo štelo sedem serij: četrtkova kvalifikacijska serija, petkovi dve seriji posamično, sobotni dve ekipni seriji in še dve posamični seriji v nedeljskem finalu. Skupni zmagovalec turneje bo prejel nagrado v višini 20.000 švicarskih frankov.
Prvič odkar so v sezoni 1990/91 uvedli kvalifikacije, prvih deset v točkovanju več ne bo avtomatsko uvrščenih na tekmo, ampak bodo odslej tudi oni morali obvezno skozi kvalifikacije.
16. decembra 2017 bo v Hinterzartnu na sporedu prva ženska ekipna tekma v zgodovini svetovnega pokala.

## Koledar

### Moški
| Šte.                                                              | Sezona                                                            | Datum                                                             | Kraj                                                              | Skakalnica                                                        | Tekma                                                             | Zmagovalec           | Drugi                | Tretji               | Rumena majica          | Ref.           |
| ----------------------------------------------------------------- | ----------------------------------------------------------------- | ----------------------------------------------------------------- | ----------------------------------------------------------------- | ----------------------------------------------------------------- | ----------------------------------------------------------------- | -------------------- | -------------------- | -------------------- | ---------------------- | -------------- |
| 926                                                               | 1                                                                 | 18. november 2017                                                 | Wisła                                                             | Malinka HS134                                                     | VE 657                                                            | Džunširo Kobajaši    | Kamil Stoch          | Stefan Kraft         | Džunširo Kobajaši      | [ 6 ]          |
| 927                                                               | 2                                                                 | 26. november 2017                                                 | Ruka                                                              | Rukatunturi HS142 (nočna)                                         | VE 658                                                            | Jernej Damjan        | Johann André Forfang | Andreas Wellinger    | Džunširo Kobajaši      | [ 7 ]          |
| 928                                                               | 3                                                                 | 2. december 2017                                                  | Nižni Tagil                                                       | Tramplin Stork HS134 (nočna)                                      | VE 659                                                            | Richard Freitag      | Daniel-André Tande   | Johann André Forfang | Richard Freitag        | [ 8 ]          |
| 929                                                               | 4                                                                 | 3. december 2017                                                  | Nižni Tagil                                                       | Tramplin Stork HS134 (nočna)                                      | VE 660                                                            | Andreas Wellinger    | Richard Freitag      | Stefan Kraft         | Richard Freitag        | [ 9 ]          |
| 930                                                               | 5                                                                 | 10. december 2017                                                 | Titisee-Neustadt                                                  | Hochfirstschanze HS142 (nočna)                                    | VE 661                                                            | Richard Freitag      | Andreas Wellinger    | Daniel-André Tande   | Richard Freitag        | [ 10 ]         |
| 931                                                               | 6                                                                 | 16. december 2017                                                 | Engelberg                                                         | Gross-Titlis-Schanze HS140 (nočna)                                | VE 662                                                            | Anders Fannemel      | Richard Freitag      | Kamil Stoch          | Richard Freitag        | [ 11 ]         |
| 932                                                               | 7                                                                 | 17. december 2017                                                 | Engelberg                                                         | Gross-Titlis-Schanze HS140                                        | VE 663                                                            | Richard Freitag      | Kamil Stoch          | Stefan Kraft         | Richard Freitag        | [ 12 ]         |
|                                                                   |                                                                   |                                                                   |                                                                   |                                                                   |                                                                   |                      |                      |                      |                        |                |
| 933                                                               | 8                                                                 | 30. december 2017                                                 | Oberstdorf                                                        | Schattenbergschanze HS137 (nočna)                                 | VE 664                                                            | Kamil Stoch          | Richard Freitag      | Dawid Kubacki        | Richard Freitag        | [ 13 ]         |
| 934                                                               | 9                                                                 | 1. januar 2018                                                    | Garmisch-Partenkirchen                                            | Große Olympiaschanze HS140                                        | VE 665                                                            | Kamil Stoch          | Richard Freitag      | Anders Fannemel      | Richard Freitag        | [ 14 ]         |
| 935                                                               | 10                                                                | 4. januar 2018                                                    | Innsbruck                                                         | Bergiselschanze HS130                                             | VE 666                                                            | Kamil Stoch          | Daniel-André Tande   | Andreas Wellinger    | Richard Freitag        | [ 15 ]         |
| 936                                                               | 11                                                                | 6. januar 2018                                                    | Bischofshofen                                                     | Paul-Ausserleitner-Schanze HS140 (nočna)                          | VE 667                                                            | Kamil Stoch          | Anders Fannemel      | Andreas Wellinger    | Kamil Stoch            | [ 16 ]         |
| 66. Novoletna turneja skupno (30. december 2017 – 6. januar 2018) | 66. Novoletna turneja skupno (30. december 2017 – 6. januar 2018) | 66. Novoletna turneja skupno (30. december 2017 – 6. januar 2018) | 66. Novoletna turneja skupno (30. december 2017 – 6. januar 2018) | 66. Novoletna turneja skupno (30. december 2017 – 6. januar 2018) | 66. Novoletna turneja skupno (30. december 2017 – 6. januar 2018) | Kamil Stoch          | Andreas Wellinger    | Anders Fannemel      |                        |                |
|                                                                   |                                                                   |                                                                   |                                                                   |                                                                   |                                                                   |                      |                      |                      |                        |                |
| 937                                                               | 12                                                                | 13. januar 2018                                                   | Tauplitz/Bad Mitterndorf                                          | Kulm HS235                                                        | LE 116                                                            | Andreas Stjernen     | Daniel-André Tande   | Simon Ammann         | Kamil Stoch            | [ 17 ]         |
|                                                                   |                                                                   | 14. januar 2018                                                   | Tauplitz/Bad Mitterndorf                                          | Kulm HS235                                                        | LE odp                                                            | premočan veter       | premočan veter       | premočan veter       | premočan veter         | premočan veter |
| Svetovno prvenstvo v smučarskih poletih 2018                      |                                                                   |                                                                   |                                                                   |                                                                   |                                                                   |                      |                      |                      |                        |                |
| 938                                                               | 13                                                                | 28. januar 2018                                                   | Zakopane                                                          | Wielka Krokiew HS140 (nočna)                                      | VE 668                                                            | Anže Semenič         | Andreas Wellinger    | Peter Prevc          | Richard Freitag        | [ 18 ]         |
|                                                                   |                                                                   |                                                                   |                                                                   |                                                                   |                                                                   |                      |                      |                      |                        |                |
| kvalifikacije                                                     | kvalifikacije                                                     | 2. februar 2018                                                   | Willingen                                                         | Mühlenkopfschanze HS145 (nočna)                                   | VE Kva                                                            | Kamil Stoch          | Richard Freitag      | Daniel-André Tande   | kvalifikacijska serija | [ 19 ]         |
| 939                                                               | 14                                                                | 3. februar 2018                                                   | Willingen                                                         | Mühlenkopfschanze HS145 (nočna)                                   | VE 669                                                            | Daniel-André Tande   | Richard Freitag      | Dawid Kubacki        | Richard Freitag        | [ 20 ]         |
| 940                                                               | 15                                                                | 4. februar 2018                                                   | Willingen                                                         | Mühlenkopfschanze HS145                                           | VE 670                                                            | Johann André Forfang | Kamil Stoch          | Piotr Żyła           | Kamil Stoch            | [ 21 ]         |
| 1. Willingen Five (2.–4. februar)                                 | 1. Willingen Five (2.–4. februar)                                 | 1. Willingen Five (2.–4. februar)                                 | 1. Willingen Five (2.–4. februar)                                 | 1. Willingen Five (2.–4. februar)                                 | 1. Willingen Five (2.–4. februar)                                 | Kamil Stoch          | Johann André Forfang | Daniel-André Tande   |                        |                |
|                                                                   |                                                                   |                                                                   |                                                                   |                                                                   |                                                                   |                      |                      |                      |                        |                |
| Zimske olimpijske igre 2018                                       |                                                                   |                                                                   |                                                                   |                                                                   |                                                                   |                      |                      |                      |                        |                |
| 941                                                               | 16                                                                | 4. marec 2018                                                     | Lahti                                                             | Salpausselkä HS130                                                | VE 671                                                            | Kamil Stoch          | Markus Eisenbichler  | Stefan Kraft         | Kamil Stoch            | [ 22 ]         |
|                                                                   |                                                                   |                                                                   |                                                                   |                                                                   |                                                                   |                      |                      |                      |                        |                |
| Q                                                                 | Q                                                                 | 9. marec 2018                                                     | Oslo                                                              | Holmenkollbakken HS134                                            | VE Kva                                                            | Kamil Stoch          | Robert Johansson     | Richard Freitag      | kvalifikacijska serija | [ 23 ]         |
| ekipno                                                            | ekipno                                                            | 10. marec 2018                                                    | Oslo                                                              | Holmenkollbakken HS134 (nočna)                                    | VE Ekt                                                            | Kamil Stoch          | Robert Johansson     | Andreas Wellinger    | dve seriji ekipno      |                |
| 942                                                               | 17                                                                | 11. marec 2018                                                    | Oslo                                                              | Holmenkollbakken HS134                                            | VE 672                                                            | Daniel-André Tande   | Stefan Kraft         | Michael Hayböck      | Kamil Stoch            | [ 24 ]         |
| Q                                                                 | Q                                                                 | 12. marec 2018                                                    | Lillehammer                                                       | Lysgårdsbakken HS140 (nočna)                                      | VE Kva                                                            | Kamil Stoch          | Dawid Kubacki        | Robert Johansson     | kvalifikacijska serija | [ 25 ]         |
| 943                                                               | 18                                                                | 13. marec 2018                                                    | Lillehammer                                                       | Lysgårdsbakken HS140                                              | VE 673                                                            | Kamil Stoch          | Dawid Kubacki        | Robert Johansson     | Kamil Stoch            | [ 26 ]         |
| Q                                                                 | Q                                                                 | 14. marec 2018                                                    | Trondheim                                                         | Granåsen HS140 (nočna)                                            | VE Kva                                                            | Kamil Stoch          | Andreas Stjernen     | Stefan Kraft         | kvalifikacijska serija | [ 27 ]         |
| 944                                                               | 19                                                                | 15. marec 2018                                                    | Trondheim                                                         | Granåsen HS140 (nočna)                                            | VE 674                                                            | Kamil Stoch          | Stefan Kraft         | Robert Johansson     | Kamil Stoch            | [ 28 ]         |
| Q                                                                 | Q                                                                 | 16. marec 2018                                                    | Vikersund                                                         | Vikersundbakken HS240 (nočna)                                     | LE Kva                                                            | Kamil Stoch          | Robert Johansson     | Andreas Stjernen     | kvalifikacijska serija | [ 29 ]         |
| ekipno                                                            | ekipno                                                            | 17. marec 2018                                                    | Vikersund                                                         | Vikersundbakken HS240                                             | LE Ekt                                                            | Stefan Kraft         | Robert Johansson     | Daniel-André Tande   | dve seriji ekipno      |                |
| 945                                                               | 20                                                                | 18. marec 2018                                                    | Vikersund                                                         | Vikersundbakken HS240                                             | LE 117                                                            | Robert Johansson     | Andreas Stjernen     | Daniel-André Tande   | Kamil Stoch            | [ 30 ]         |
| 2. Raw Air skupno (9.–18. marec)                                  | 2. Raw Air skupno (9.–18. marec)                                  | 2. Raw Air skupno (9.–18. marec)                                  | 2. Raw Air skupno (9.–18. marec)                                  | 2. Raw Air skupno (9.–18. marec)                                  | 2. Raw Air skupno (9.–18. marec)                                  | Kamil Stoch          | Robert Johansson     | Andreas Stjernen     |                        |                |
|                                                                   |                                                                   |                                                                   |                                                                   |                                                                   |                                                                   |                      |                      |                      |                        |                |
| kvalifikacije                                                     | kvalifikacije                                                     | 22. marec 2018                                                    | Planica                                                           | Letalnica bratov Gorišek HS240                                    | LE Kva                                                            | Johann André Forfang | Anže Semenič         | Dawid Kubacki        | kvalifikacijska serija | [ 31 ]         |
| 946                                                               | 21                                                                | 23. marec 2018                                                    | Planica                                                           | Letalnica bratov Gorišek HS240                                    | LE 118                                                            | Kamil Stoch          | Johann André Forfang | Stefan Kraft         | Kamil Stoch            | [ 32 ]         |
| ekipno                                                            | ekipno                                                            | 24. marec 2018                                                    | Planica                                                           | Letalnica bratov Gorišek HS240                                    | LE Ekt                                                            | Daniel-André Tande   | Robert Johansson     | Domen Prevc          | dve seriji ekipno      |                |
| 947                                                               | 22                                                                | 25. marec 2018                                                    | Planica                                                           | Letalnica bratov Gorišek HS240                                    | LE 119                                                            | Kamil Stoch          | Stefan Kraft         | Daniel-André Tande   | Kamil Stoch            | [ 33 ]         |
| 1. Planica7 skupno (22.–25. marec)                                | 1. Planica7 skupno (22.–25. marec)                                | 1. Planica7 skupno (22.–25. marec)                                | 1. Planica7 skupno (22.–25. marec)                                | 1. Planica7 skupno (22.–25. marec)                                | 1. Planica7 skupno (22.–25. marec)                                | Kamil Stoch          | Johann André Forfang | Robert Johansson     |                        |                |
|                                                                   |                                                                   |                                                                   |                                                                   |                                                                   |                                                                   |                      |                      |                      |                        |                |

### Ženske
| Šte.                                              | Sezona                                            | Datum                                             | Kraj                                              | Skakalnica                                        | Tekma                                             | Zmagovalka                                                                         | Druga                                                                              | Tretja                                                                             | Rumena majica                                                                      | Ref.                                                                               |
| ------------------------------------------------- | ------------------------------------------------- | ------------------------------------------------- | ------------------------------------------------- | ------------------------------------------------- | ------------------------------------------------- | ---------------------------------------------------------------------------------- | ---------------------------------------------------------------------------------- | ---------------------------------------------------------------------------------- | ---------------------------------------------------------------------------------- | ---------------------------------------------------------------------------------- |
|                                                   |                                                   |                                                   |                                                   |                                                   |                                                   |                                                                                    |                                                                                    |                                                                                    |                                                                                    |                                                                                    |
| 97                                                | 1                                                 | 1. december 2017                                  | Lillehammer                                       | Lysgårdsbakken HS98 (nočna)                       | SR 089                                            | Maren Lundby                                                                       | Katharina Althaus                                                                  | Carina Vogt                                                                        | Maren Lundby                                                                       | [ 34 ]                                                                             |
| 98                                                | 2                                                 | 2. december 2017                                  | Lillehammer                                       | Lysgårdsbakken HS98 (nočna)                       | SR 090                                            | Katharina Althaus                                                                  | Maren Lundby                                                                       | Juki Ito                                                                           | Maren Lundby Katharina Althaus                                                     | [ 35 ]                                                                             |
| 99                                                | 3                                                 | 3. december 2017                                  | Lillehammer                                       | Lysgårdsbakken HS140                              | VE 009                                            | Katharina Althaus                                                                  | Maren Lundby                                                                       | Sara Takanaši                                                                      | Katharina Althaus                                                                  | [ 36 ]                                                                             |
| 1. Lillehammerski trojček skupno (1.–3. december) | 1. Lillehammerski trojček skupno (1.–3. december) | 1. Lillehammerski trojček skupno (1.–3. december) | 1. Lillehammerski trojček skupno (1.–3. december) | 1. Lillehammerski trojček skupno (1.–3. december) | 1. Lillehammerski trojček skupno (1.–3. december) | Katharina Althaus                                                                  | Maren Lundby                                                                       | Sara Takanaši                                                                      |                                                                                    |                                                                                    |
|                                                   |                                                   |                                                   |                                                   |                                                   |                                                   |                                                                                    |                                                                                    |                                                                                    |                                                                                    |                                                                                    |
| 100                                               | 4                                                 | 17. december 2017                                 | Hinterzarten                                      | Rothaus-Schanze HS108                             | SR 091                                            | Maren Lundby                                                                       | Katharina Althaus                                                                  | Sara Takanaši                                                                      | Maren Lundby Katharina Althaus                                                     | [ 37 ]                                                                             |
|                                                   |                                                   | 6. januar 2018                                    | Râșnov                                            | Trambulina Valea Cărbunării HS100                 | SR odp                                            | pomanjkanje snega in visoke temperature; možnost prestavitve na zgodnji marec 2018 | pomanjkanje snega in visoke temperature; možnost prestavitve na zgodnji marec 2018 | pomanjkanje snega in visoke temperature; možnost prestavitve na zgodnji marec 2018 | pomanjkanje snega in visoke temperature; možnost prestavitve na zgodnji marec 2018 | pomanjkanje snega in visoke temperature; možnost prestavitve na zgodnji marec 2018 |
| 7. januar 2018                                    | Râșnov                                            | Trambulina Valea Cărbunării HS100                 | SR odp                                            |                                                   |                                                   | pomanjkanje snega in visoke temperature; možnost prestavitve na zgodnji marec 2018 | pomanjkanje snega in visoke temperature; možnost prestavitve na zgodnji marec 2018 | pomanjkanje snega in visoke temperature; možnost prestavitve na zgodnji marec 2018 | pomanjkanje snega in visoke temperature; možnost prestavitve na zgodnji marec 2018 | pomanjkanje snega in visoke temperature; možnost prestavitve na zgodnji marec 2018 |
| 101                                               | 5                                                 | 13. januar 2018                                   | Saporo                                            | Miyanomori HS100                                  | SR 092                                            | Maren Lundby                                                                       | Katharina Althaus                                                                  | Sara Takanaši                                                                      | Maren Lundby                                                                       | [ 38 ]                                                                             |
| 102                                               | 6                                                 | 14. januar 2018                                   | Saporo                                            | Miyanomori HS100                                  | SR 093                                            | Maren Lundby                                                                       | Sara Takanaši                                                                      | Katharina Althaus                                                                  | Maren Lundby                                                                       | [ 39 ]                                                                             |
| 103                                               | 7                                                 | 19. januar 2018                                   | Zaō                                               | Yamagata HS102                                    | SR 094                                            | Maren Lundby                                                                       | Chiara Hölzl                                                                       | Irina Avvakumova                                                                   | Maren Lundby                                                                       | [ 40 ]                                                                             |
| 104                                               | 8                                                 | 21. januar 2018                                   | Zaō                                               | Yamagata HS102                                    | SR 095                                            | Maren Lundby                                                                       | Juki Ito                                                                           | Sara Takanaši                                                                      | Maren Lundby                                                                       | [ 41 ]                                                                             |
| 105                                               | 9                                                 | 27. januar 2018                                   | Ljubno ob Savinji                                 | Skakalni center Savina HS94                       | SR 096                                            | Maren Lundby                                                                       | Katharina Althaus                                                                  | Sara Takanaši                                                                      | Maren Lundby                                                                       | [ 42 ]                                                                             |
| 106                                               | 10                                                | 28. januar 2018                                   | Ljubno ob Savinji                                 | Skakalni center Savina HS94                       | SR 097                                            | Daniela Iraschko-Stolz                                                             | Maren Lundby                                                                       | Katharina Althaus                                                                  | Maren Lundby                                                                       | [ 43 ]                                                                             |
|                                                   |                                                   | 3. februar 2018                                   | Hinzenbach                                        | Aigner-Schanze HS94                               | SR odp                                            | odpovedano; dokončno in ne bo prestavljeno                                         | odpovedano; dokončno in ne bo prestavljeno                                         | odpovedano; dokončno in ne bo prestavljeno                                         | odpovedano; dokončno in ne bo prestavljeno                                         | odpovedano; dokončno in ne bo prestavljeno                                         |
| 4. februar 2018                                   | Hinzenbach                                        | Aigner-Schanze HS94                               | SR odp                                            |                                                   |                                                   | odpovedano; dokončno in ne bo prestavljeno                                         | odpovedano; dokončno in ne bo prestavljeno                                         | odpovedano; dokončno in ne bo prestavljeno                                         | odpovedano; dokončno in ne bo prestavljeno                                         | odpovedano; dokončno in ne bo prestavljeno                                         |
| Zimske olimpijske igre 2018                       |                                                   |                                                   |                                                   |                                                   |                                                   |                                                                                    |                                                                                    |                                                                                    |                                                                                    |                                                                                    |
| 107                                               | 11                                                | 3. marec 2018                                     | Râșnov                                            | Trambulina Valea Cărbunării HS100                 | SR 098                                            | Katharina Althaus                                                                  | Maren Lundby                                                                       | Carina Vogt                                                                        | Maren Lundby                                                                       | [ 44 ]                                                                             |
| 108                                               | 12                                                | 4. marec 2018                                     | Râșnov                                            | Trambulina Valea Cărbunării HS100                 | SR 099                                            | Maren Lundby                                                                       | Katharina Althaus                                                                  | Nika Križnar                                                                       | Maren Lundby                                                                       | [ 45 ]                                                                             |
| 109                                               | 13                                                | 11. marec 2018                                    | Oslo                                              | Holmenkollbakken HS134                            | VE 010                                            | Maren Lundby                                                                       | Daniela Iraschko-Stolz                                                             | Juki Ito                                                                           | Maren Lundby                                                                       | [ 46 ]                                                                             |
| 110                                               | 14                                                | 24. marec 2018                                    | Oberstdorf                                        | Schattenbergschanze HS106                         | SR 100                                            | Sara Takanaši                                                                      | Daniela Iraschko-Stolz                                                             | Maren Lundby                                                                       | Maren Lundby                                                                       | [ 47 ]                                                                             |
| 111                                               | 15                                                | 25. marec 2018                                    | Oberstdorf                                        | Schattenbergschanze HS106                         | SR 101                                            | Sara Takanaši                                                                      | Daniela Iraschko-Stolz                                                             | Maren Lundby                                                                       | Maren Lundby                                                                       | [ 48 ]                                                                             |

### Ekipno moški
| Šte. | Sezona | Datum             | Kraj             | Skakalnica                     | Tekma  | Zmagovalci                                                                        | Drugi | Tretji                                                                            | Rumena majica | Ref.   |
| ---- | ------ | ----------------- | ---------------- | ------------------------------ | ------ | --------------------------------------------------------------------------------- | --- | --------------------------------------------------------------------------------- | ------------- | ------ |
| 88   | 1      | 18. november 2017 | Wisła            | Malinka HS134 (nočna)          | VE 067 | NorveškaJohann André Forfang Anders Fannemel Daniel-André Tande Robert Johansson  | PoljskaPiotr Żyła · Dawid Kubacki · Maciej Kot · Kamil Stoch · - - - - - - - - - - - - - - · AvstrijaDaniel Huber · Clemens Aigner · Michael Hayböck · Stefan Kraft · |                                                                                   | Norveška      | [ 49 ] |
| 89   | 2      | 25. november 2017 | Ruka             | Rukatunturi HS142 (nočna)      | VE 068 | NorveškaRobert Johansson Anders Fannemel Daniel-André Tande Johann André Forfang  | NemčijaMarkus Eisenbichler · Pius Paschke · Andreas Wellinger · Richard Freitag ·                                                                                     | JaponskaTaku Takeuči Rjoju Kobajaši Noriaki Kasai Džunširo Kobajaši               | Norveška      | [ 50 ] |
| 90   | 3      | 9. december 2017  | Titisee-Neustadt | Hochfirstschanze HS142 (nočna) | VE 069 | NorveškaRobert Johansson Daniel-André Tande Anders Fannemel Johann André Forfang  | PoljskaPiotr Żyła Maciej Kot Dawid Kubacki Kamil Stoch | NemčijaMarkus Eisenbichler · Karl Geiger · Andreas Wellinger · Richard Freitag ·  | Norveška      | [ 51 ] |
| 91   | 4      | 27. januar 2018   | Zakopane         | Wielka Krokiew HS140 (nočna)   | VE 070 | PoljskaMaciej Kot Stefan Hula Jr. Dawid Kubacki Kamil Stoch                       | NemčijaMarkus Eisenbichler · Stephan Leyhe · Andreas Wellinger · Richard Freitag ·                                                                                    | NorveškaAnders Fannemel Johann André Forfang Marius Lindvik Andreas Stjernen      | Norveška      | [ 52 ] |
| 92   | 5      | 3. marec 2018     | Lahti            | Salpausselkä HS130 (nočna)     | VE 071 | NemčijaKarl Geiger · Markus Eisenbichler · Richard Freitag · Andreas Wellinger ·  | PoljskaMaciej Kot Stefan Hula Jr. Dawid Kubacki Kamil Stoch | NorveškaAndreas Stjernen Daniel-André Tande Johann André Forfang Robert Johansson | Norveška      | [ 53 ] |
|      |        |                   |                  |                                |        |                                                                                   | |                                                                                   |               |        |
| 93   | 6      | 10. marec 2018    | Oslo             | Holmenkollbakken HS134 (nočna) | VE 072 | NorveškaDaniel-André Tande Andreas Stjernen Johann André Forfang Robert Johansson | PoljskaMaciej Kot Stefan Hula Dawid Kubacki Kamil Stoch | AvstrijaGregor Schlierenzauer · Clemens Aigner · Michael Hayböck · Stefan Kraft · | Norveška      | [ 54 ] |
| 94   | 7      | 17. marec 2018    | Vikersund        | Vikersundbakken HS240 (nočna)  | LE 020 | NorveškaDaniel-André Tande Johann André Forfang Andreas Stjernen Robert Johansson | PoljskaPiotr Żyła Stefan Hula Dawid Kubacki Kamil Stoch | SlovenijaDomen Prevc Jernej Damjan Tilen Bartol Peter Prevc                       | Norveška      | [ 55 ] |
|      |        |                   |                  |                                |        |                                                                                   | |                                                                                   |               |        |
| 95   | 8      | 24. marec 2018    | Planica          | Letalnica bratov Gorišek HS240 | LE 021 | NorveškaDaniel-André Tande Andreas Stjernen Robert Johansson Johann André Forfang | NemčijaMarkus Eisenbichler · Stephan Leyhe · Andreas Wellinger · Richard Freitag ·                                                                                    | SlovenijaDomen Prevc Robert Kranjec Anže Semenič Peter Prevc                      | Norveška      | [ 56 ] |

### Ekipno ženske
| Šte. | Sezona | Datum             | Kraj         | Skakalnica            | Tekma  | Zmagovalke                                             | Druge                                                                                  | Tretje                                                                                  | Rumena majica | Ref.   |
| ---- | ------ | ----------------- | ------------ | --------------------- | ------ | ------------------------------------------------------ | -------------------------------------------------------------------------------------- | --------------------------------------------------------------------------------------- | ------------- | ------ |
| 1    | 1      | 16. december 2017 | Hinterzarten | Rothaus-Schanze HS108 | SR 001 | JaponskaJuki Ito Kaori Ivabuči Juka Seto Sara Takanaši | RusijaAnastazija Baranikova · Aleksandra Kustova · Sofija Tihonova · Irina Avakumova · | FrancijaLéa Lemare · Julia Clair · Romane Dieu · Lucile Morat ·                         | Nemčija       | [ 57 ] |
| 2    | 2      | 20. januar 2018   | Zaō          | Yamagata HS102        | SR 002 | JaponskaKaori Ivabuči Juka Seto Juki Ito Sara Takanaši | SlovenijaUrša Bogataj Špela Rogelj Ema Klinec Nika Križnar                             | RusijaAnastazija Baranikova · Aleksandra Kustova · Sofija Tihonova · Irina Avvakumova · | Japonska      | [ 58 ] |

## Moška lestvica
| Uvr. | po 22 tekmah         | Točke |
| ---- | -------------------- | ----- |
| 1    | Kamil Stoch          | 1443  |
| 2    | Richard Freitag      | 1070  |
| 3    | Daniel-André Tande   | 985   |
| 4    | Stefan Kraft         | 881   |
| 5    | Robert Johansson     | 840   |
| 6    | Andreas Wellinger    | 828   |
| 7    | Johann André Forfang | 821   |
| 8    | Andreas Stjernen     | 665   |
| 9    | Dawid Kubacki        | 633   |
| 10   | Markus Eisenbichler  | 597   |

| Uvr. | po 30 tekmah | Točke |
| ---- | ------------ | ----- |
| 1    | Norveška     | 7149  |
| 2    | Nemčija      | 5976  |
| 3    | Poljska      | 5795  |
| 4    | Avstrija     | 3642  |
| 5    | Slovenija    | 3223  |
| 6    | Japonska     | 2659  |
| 7    | Švica        | 1031  |
| 8    | Rusija       | 455   |
| 9    | Finska       | 119   |
| 10   | Češka        | 95    |

| Uvr. | po 30 tekmah         | CHF     |
| ---- | -------------------- | ------- |
| 1    | Kamil Stoch          | 178,800 |
| 2    | Daniel-André Tande   | 148,000 |
| 3    | Johann André Forfang | 135,750 |
| 4    | Richard Freitag      | 135,500 |
| 5    | Robert Johansson     | 133,400 |
| 6    | Andreas Wellinger    | 111,000 |
| 7    | Andreas Stjernen     | 98,000  |
| 8    | Dawid Kubacki        | 97,700  |
| 9    | Stefan Kraft         | 97,350  |
| 10   | Markus Eisenbichler  | 88,200  |

| Uvr. | po 4 tekmah          | Točke  |
| ---- | -------------------- | ------ |
| 1    | Kamil Stoch          | 1108.8 |
| 2    | Andreas Wellinger    | 1039.2 |
| 3    | Anders Fannemel      | 1021.3 |
| 4    | Džunširo Kobajaši    | 1021.1 |
| 5    | Robert Johansson     | 1009.4 |
| 6    | Dawid Kubacki        | 1003.0 |
| 7    | Markus Eisenbichler  | 993.8  |
| 8    | Daniel-André Tande   | 992.3  |
| 9    | Johann Andre Forfang | 977.4  |
| 10   | Jernej Damjan        | 974.1  |

| Uvr. | po 4 tekmah                   | Točke |
| ---- | ----------------------------- | ----- |
| 1    | Andreas Stjernen              | 257   |
| 2    | Kamil Stoch (2 x winner)      | 250   |
| 3    | Robert Johansson (1 x winner) | 250   |
| 4    | Stefan Kraft                  | 214   |
| 5    | Daniel-André Tande            | 200   |
| 6    | Johann André Forfang          | 142   |
| 7    | Richard Freitag               | 112   |
| 8    | Peter Prevc                   | 106   |
| 9    | Noriaki Kasai                 | 104   |
| 10   | Markus Eisenbichler           | 102   |

| Uvr. | po 10 tekmah         | Točke  |
| ---- | -------------------- | ------ |
| 1    | Kamil Stoch          | 2590.6 |
| 2    | Robert Johansson     | 2553.6 |
| 3    | Andreas Stjernen     | 2508.3 |
| 4    | Stefan Kraft         | 2480.9 |
| 5    | Daniel-André Tande   | 2408.3 |
| 6    | Johann André Forfang | 2392.8 |
| 7    | Richard Freitag      | 2333.1 |
| 8    | Dawid Kubacki        | 2286.4 |
| 9    | Markus Eisenbichler  | 2194.6 |
| 10   | Peter Prevc          | 2165.9 |

| Uvr. | po 3 tekmah          | Točke |
| ---- | -------------------- | ----- |
| 1    | Kamil Stoch          | 657.8 |
| 2    | Johann André Forfang | 650.0 |
| 3    | Daniel-André Tande   | 633.5 |
| 4    | Robert Johansson     | 614.2 |
| 5    | Andreas Wellinger    | 607.1 |
| 6    | Dawid Kubacki        | 606.9 |
| 7    | Stefan Hula Jr.      | 605.5 |
| 8    | Markus Eisenbichler  | 592.4 |
| 9    | Piotr Żyła           | 590.3 |
| 10   | Tilen Bartol         | 584.9 |

| Uvr. | po 4 tekmah          | Točke  |
| ---- | -------------------- | ------ |
| 1    | Kamil Stoch          | 1538.2 |
| 2    | Johann André Forfang | 1528.8 |
| 3    | Robert Johansson     | 1512.5 |
| 4    | Stefan Kraft         | 1477.8 |
| 5    | Richard Freitag      | 1471.7 |
| 6    | Markus Eisenbichler  | 1431.8 |
| 7    | Džunširo Kobajaši    | 1428.8 |
| 8    | Andreas Stjernen     | 1414.4 |
| 9    | Rjoju Kobajaši       | 1413.9 |
| 10   | Stefan Hula Jr.      | 1382.0 |

## Ženska lestvica
| Uvr. | po 15 tekmah           | Točke |
| ---- | ---------------------- | ----- |
| 1    | Maren Lundby           | 1340  |
| 2    | Katharina Althaus      | 928   |
| 3    | Sara Takanaši          | 916   |
| 4    | Juki Ito               | 661   |
| 5    | Irina Avvakumova       | 575   |
| 6    | Carina Vogt            | 570   |
| 7    | Daniela Iraschko-Stolz | 450   |
| 8    | Chiara Hölzl           | 428   |
| 9    | Urša Bogataj           | 386   |
| 10   | Nika Križnar           | 383   |

| Uvr. | po 17 tekmah               | Točke |
| ---- | -------------------------- | ----- |
| 1    | Nemčija                    | 2952  |
| 2    | Japonska                   | 2947  |
| 3    | Norveška                   | 2037  |
| 4    | Slovenija                  | 1978  |
| 5    | Rusija                     | 1521  |
| 6    | Avstrija                   | 1489  |
| 7    | Francija                   | 543   |
| 8    | Italija                    | 386   |
| 9    | ZDA                        | 164   |
| 10   | Ljudska republika Kitajska | 121   |

| Uvr. | po 17 tekmah           | CHF    |
| ---- | ---------------------- | ------ |
| 1    | Maren Lundby           | 40,200 |
| 2    | Sara Takanaši          | 30,480 |
| 3    | Katharina Althaus      | 27,840 |
| 4    | Juki Ito               | 22,830 |
| 5    | Irina Avvakumova       | 18,250 |
| 6    | Carina Vogt            | 16,935 |
| 7    | Daniela Iraschko-Stolz | 13,500 |
| 8    | Chiara Hölzl           | 12,720 |
| 9    | Urša Kragelj           | 12,300 |
| 10   | Ema Klinec             | 11,985 |

| \| Uvr. \| po 3 tekmah \| Točke \| \| ---- \| ----------------- \| ----- \| \| 1 \| Katharina Althaus \| 842.1 \| \| 2 \| Maren Lundby \| 823.1 \| \| 3 \| Sara Takanaši \| 776.0 \| \| 4 \| Juki Ito \| 744.7 \| \| 5 \| Carina Vogt \| 731.1 \| \| 6 \| Irina Avvakumova \| 719.2 \| \| 7 \| Svenja Würth \| 707.0 \| \| 8 \| Lara Malsiner \| 670.4 \| \| 9 \| Urša Bogataj \| 655.1 \| \| 10 \| Juliane Seyfarth \| 660.8 \| |                   |       |
| Uvr. | po 3 tekmah       | Točke |
| 1 | Katharina Althaus | 842.1 |
| 2 | Maren Lundby      | 823.1 |
| 3 | Sara Takanaši     | 776.0 |
| 4 | Juki Ito          | 744.7 |
| 5 | Carina Vogt       | 731.1 |
| 6 | Irina Avvakumova  | 719.2 |
| 7 | Svenja Würth      | 707.0 |
| 8 | Lara Malsiner     | 670.4 |
| 9 | Urša Bogataj      | 655.1 |
| 10 | Juliane Seyfarth  | 660.8 |